# Carex echinata
Carex echinata Murray es una especie de planta herbácea de la familia Cyperaceae.

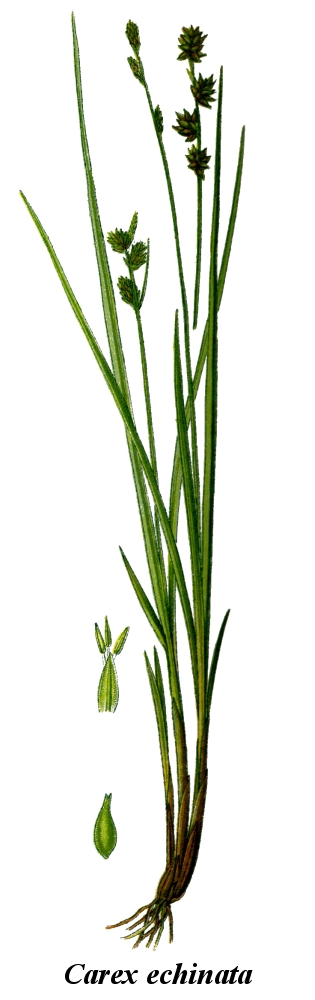
Ilustración

## Hábitat
Esta planta es nativa de Norteamérica, Centroamérica y partes de Eurasia. Se trata de una planta que crece en los bosques húmedos, marismas, praderas y montañas en elevación moderada.  Se asocia con turberas.

## Descripción
Tiene un sólido y rígido tallo que puede superar un metro de altura y tiene  hojas hacia la base. Las inflorescencias son estrellas en forma de espiguillas y son de 3 a 15 milímetros de ancho.  

## Taxonomía
Carex echinata fue descrita por  Johan Andreas Murray y publicado en Prodromus Designationis Stirpium Gottingensium 76. 1770.
Citología
Número de cromosomas de Carex echinata (Fam. Cyperaceae) y táxones infraespecíficos: 2n=56
Etimología
Ver: Carex
echinata; epíteto latino  que significa "espinosa".
Sinonimia
- Carex ormantha
Carex phyllomanica
Carex svensonis
Vignea echinata (Murray) Fourr.[4][5]